# Canton de Lille-Est
Le canton de Lille-Est est un ancien canton français, situé dans le département du Nord et la région Nord-Pas-de-Calais.

## Composition
Le canton de Lille-Est se composait d’une fraction de la commune de Lille. Il compte 32 333 habitants (population municipale) au 1er janvier 2012.
| Nom               | Code Insee | Intercommunalité              | Population (dernière pop. légale)                |
| ----------------- | ---------- | ----------------------------- | ------------------------------------------------ |
| Lille (chef-lieu) | 59350      | Métropole européenne de Lille | Fraction : 32 333(2012) Commune : 233 897 (2014) |

## Histoire: conseillers généraux de 1889 à 2015
Ce canton datait de 1889 (Loi du 5 juin 1889). 
Il provenait de la scission du canton de Lille-Nord-Est, à la suite de la fusion d'avec la commune de Fives.
| Période               | Identité                                | Parti               | Qualité                                                                                               |
| --------------------- | --------------------------------------- | ------------------- | --- |
| 1889-1907             | Alfred Alphonse Tribourdaux (1840-1911) | Républicain Radical | Directeur de filature à Lille                                                                         |
| 1907-1913             | Marcelin Krebs (1860-1930)              | SFIO                | Ouvrier fondeur puis cabaretier à Hellemmes Maire d'Hellemmes (1896-1904)                             |
| 1913-1925             | Joseph Hentgès                          | SFIO puis PC-SFIC   | Ouvrier textile, puis employé de chemin de fer et marchand ambulant Maire d'Hellemmes (1912-1925)     |
| 1925-1934 (démission) | Joseph Huyghe (1882-1968)               | SFIO                | Ouvrier textile, directeur de la Bourse du Travail de Lille                                           |
| 1934-1937             | Désiré Therby (1879-1950)               | SFIO                | Employé de chemin de fer Maire d'Hellemmes (1925-1944)                                                |
| 1937-1940             | Denis Cordonnier                        | SFIO                | Médecin                                                                                               |
|                       |                                         |                     | |
| 1945-1952 (décès)     | Denis Cordonnier                        | SFIO                | Médecin Député (1945-1952) Maire de Lille (1945-1947)                                                 |
| 1952-1973             | Arthur Cornette                         | SFIO puis PS        | Directeur de Collège Député (1962-1968 et 1973-1978) Maire d'Hellemmes (1947-1983)                    |
| 1973-2011             | Bernard Derosier                        | PS                  | Instituteur retraité Député (1978-2012) Président du Conseil Général du Nord (1985-1992 et 1998-2011) |
| 2011-2015             | Frédéric Marchand                       | PS                  | Chef d'entreprise Maire associé de Lille, Maire d'Hellemmes                                           |

1973 : 1re élection de Bernard Derosier (PS)
1979 : Bernard Derosier (PS) est élu avec 100 % des voix (seul candidat en lice)
1985 : Bernard Derosier (PS) est réélu avec 100 % des voix (seul candidat en lice)
1992 : Bernard Derosier (PS) est réélu face à Philippe Bernard (FN) 65,54 % contre 34,46 %
1er Tour : PS : 33,37 % / PC : 11,87 % / Verts : 7,34 % / Extr. G : 0,97 % / UDF : 15,98 % / DVD : 6,32 % / Div Eco : 7,96 % / FN : 16,19 %
1998 : Bernard Derosier (PS) est réélu face à Philippe Bernard (FN) 68,22 % contre 31,78 %
1er Tour : PS : 38,68 % / PC : 9,58 % / Verts : 12,74 % / UDF : 12 % / DVD : 2,56 % / DVD : 1,83 % / FN : 22,62 %
2004 : Bernard Derosier (PS) est réélu face à Philippe Bernard (FN)
2011: Frédéric Marchand (PS) est élu face à Jean-Rémy Dumesnil (FN)

## Conseillers d'arrondissement (de 1889 à 1940)
| Période                                  | Période      | Identité                   | Étiquette  | Qualité |
| ---------------------------------------- | ------------ | -------------------------- | ---------- | --- |
| 1889                                     | 1890 (décès) | Pierre Poulnot (1826-1890) | Socialiste | Ancien chef de gare à Fives                                                                                 |
| 20 juil. 1890                            | 1892         |                            |            | |
| 1892                                     | 1898         | Gustave Engrand            |            | Maire d'Hellemmes                                                                                           |
| 1898                                     | 1907         | Marcelin Krebs             | POF-SFIO   | Ouvrier fondeur puis cabaretier à Hellemmes, maire d'Hellemmes (1896-1904)                                  |
| 1907                                     | 1909 (décès) | Clovis Desmettre           | SFIO       | Secrétaire du syndicat de la métallurgie, conseiller municipal de Lille                                     |
| 16 mai 1909                              | 1922         | Joseph Carlier             | SFIO       | Opticien à Lille                                                                                            |
| 1922                                     | 1940         | Edmond Domise              | SFIO       | Adjoint au maire d'Hellemmes                                                                                |
| 1940                                     |              |                            |            | Les conseils d'arrondissement ont été suspendus par la loi du 12 octobre 1940 et n'ont jamais été réactivés |
| Les données manquantes sont à compléter. |              |                            |            | |

## Démographie
| 1962 | 1968 | 1975 | 1982 | 1990   | 1999   | 2006   | 2011   | 2012   |
| ---- | ---- | ---- | ---- | ------ | ------ | ------ | ------ | ------ |
| -    | -    | -    | -    | 30 788 | 30 154 | 28 941 | 32 072 | 32 333 |